# Juan Eulogio Estigarribia
Juan Eulogio Estigarribia est une ville du Paraguay située dans le département de Caaguazú.